# Футбол на літніх Олімпійських іграх 2016 — кваліфікація
У змаганнях з футболу на літніх Олімпійських іграх 2016 зможуть взяти участь 28 збірних (16 чоловічих і 12 жіночих). У чоловічому олімпійському турнірі візьмуть участь збірні, до складу яких входять гравці не старші 23 років (народились після 1 січня 1993 року). Також у заявку можуть увійти не більш як три футболісти старші цього віку. Кваліфікаційні змагання пройшли від 11 вересня 2014 року до 29 березня 2016 року.

## Збірні, що кваліфікувались

### Чоловіки
| Спосіб кваліфікації                             | Дата проведення               | місце проведення   | Збірна         |
| ----------------------------------------------- | ----------------------------- | ------------------ | -------------- |
| Господарі                                       | 2 жовтня 2009                 | Копенгаген         | Бразилія       |
| Чемпіонат Південної Америки 2015 (до 20 років)  | 14 січня — 7 лютого 2015      | Уругвай            | Аргентина      |
| Чемпіонат Європи 2015 (до 21 року)              | 17 — 30 червня 2015           | Чехія              | Швеція         |
| Чемпіонат Європи 2015 (до 21 року)              | 17 — 30 червня 2015           | Чехія              | Португалія     |
| Чемпіонат Європи 2015 (до 21 року)              | 17 — 30 червня 2015           | Чехія              | Данія          |
| Чемпіонат Європи 2015 (до 21 року)              | 17 — 30 червня 2015           | Чехія              | Німеччина      |
| Тихоокеанські ігри 2015 (до 23 років)           | 3 — 17 июля 2015              | Порт-Морсбі        | Фіджі          |
| Олімпійська кваліфікація КОНКАКАФ (до 23 років) | 1 — 13 жовтня 2015            | США                | Гондурас       |
| Олімпійська кваліфікація КОНКАКАФ (до 23 років) | 1 — 13 жовтня 2015            | США                | Мексика        |
| Чемпіонат Африки 2015 (до 23 років)             | 28 листопада — 12 грудня 2015 | Сенегал            | Алжир          |
| Чемпіонат Африки 2015 (до 23 років)             | 28 листопада — 12 грудня 2015 | Сенегал            | Нігерія        |
| Чемпіонат Африки 2015 (до 23 років)             | 28 листопада — 12 грудня 2015 | Сенегал            | ПАР            |
| Чемпіонат Азії 2016 (до 23 років)               | 12 — 30 січня 2016            | Катар              | Японія         |
| Чемпіонат Азії 2016 (до 23 років)               | 12 — 30 січня 2016            | Катар              | Південна Корея |
| Чемпіонат Азії 2016 (до 23 років)               | 12 — 30 січня 2016            | Катар              | Ірак           |
| Стикові матчі КОНКАКАФ — КОНМЕБОЛ               | 25 — 29 березня 2016          | Барранкілья Фриско | Колумбія       |

### Жінки
| Спосіб кваліфікації                    | Дата проведення            | Місце проведення | Збірна        |
| -------------------------------------- | -------------------------- | ---------------- | ------------- |
| Господарі                              | 2 жовтня 2009              | Копенгаген       | Бразилія      |
| Кубок Америки 2014                     | 11 — 28 вересня 2014       | Еквадор          | Колумбія      |
| Чемпіонат світу 2015 (Європа)          | 6 червня — 5 липня 2015    | Канада           | Франція       |
| Чемпіонат світу 2015 (Європа)          | 6 червня — 5 липня 2015    | Канада           | Німеччина     |
| Олімпійська кваліфікація КАФ 2015      | 2 — 18 жовтня 2015         | —                | ПАР           |
| Олімпійська кваліфікація КАФ 2015      | 2 — 18 жовтня 2015         | —                | Зімбабве      |
| Олімпійська кваліфікація ОФК 2015/16   | 23 — 26 січня 2016         | —                | Нова Зеландія |
| Олімпійська кваліфікація КОНКАКАФ 2016 | 10 — 21 лютого 2016        | США              | США           |
| Олімпійська кваліфікація КОНКАКАФ 2016 | 10 — 21 лютого 2016        | США              | Канада        |
| Олімпійська кваліфікація АФК 2016      | 29 лютого — 9 березня 2016 | Японія           | Австралія     |
| Олімпійська кваліфікація АФК 2016      | 29 лютого — 9 березня 2016 | Японія           | КНР           |
| Олімпійська кваліфікація УЄФА 2016     | 2 — 9 березня 2016         | Нідерланди       | Швеція        |